# Flore de l'Algérie
Flore de l'Algérie (abreviado Fl. Algérie) es un libro ilustrado con descripciones botánicas que fue escrito conjuntamente por Louis Charles Trabut y Jules Aimé Battandier. Fue publicado en París en 3 volúmenes en los años 1888-1897 con el nombre de  L'Algérie. Le sol et les habitants. Flore, faune, géologie, anthropologie, ressources agricoles et économiques.